# Anopheles pauliani
Anopheles pauliani este o specie de țânțari din genul Anopheles, descrisă de Alexis Grjebine în anul 1953.
Este endemică în Madagascar. Conform Catalogue of Life specia Anopheles pauliani nu are subspecii cunoscute.